# EGroupWare

eGroupWare — свободное веб-приложение для совместной работы группы людей. Написано на PHP и платформонезависимо. Поддерживаются веб-серверы Apache и nginx, базы данных MySQL, MariaDB и PostgreSQL.

## Функциональность
eGroupWare содержит все необходимые функции для групповой работы:
- календарь с поддержкой синхронизации с различными клиентами;
- адресная книга;
- встроенный почтовый клиент, работающий по протоколу IMAP;
- информационный журнал, который содержит список дел (ToDo), заметки (Notes) и напоминание о телефонных звонках (Phonecalls);
- функции CRM-систем;
- менеджер проектов (ProjectManager) с диаграммами Ганта и с прайс-листом (списком стоимости различных работ) для учёта как по времени, так и по деньгам;
- менеджер ресурсов предприятия;
- хранилище файлов и хранилище документов с функцией управления версиями;
- wiki;
- учёт рабочего времени и других затрат (timesheet), затраты можно брать из прайс-листа проекта;
- база знаний для коллективного обсуждения возникающих вопросов и хранения правильных ответов;
- система автоматизации производственных операций (work-flow engine)(начиная с версии 1.4 отключена);
- средства контроля исполнения и управления отработкой аварийных ситуаций/заявок на обслуживание, групповой работы над ошибками, изменениями и дополнениями (с версии 1.4 — Tracker, ранее только обработка заявок — Troubleshooting Ticket System-TTS);
- система управления контентом (CMS) с поддержкой шаблонов Maboo и модулей Joomla (с версии 1.6.х);
- WYSIWYG-редактор сайта;
- FTP-клиент и систему управления сайтами;
- средство мгновенного обмена сообщениями;
- инструментарий поддержки опросов, рейтингов, голосований;
- графическое управление группами и отдельными пользователями, как и их почтовыми учётными записями и LDAP.

## Требования к платформе
Минимальные требования к аппаратуре для запуска системы:
- Pentium III или AMD K6, тактовая частота 800 Mhz или выше.
- Свободный объём дисковой памяти не менее 500 MB для установки приложения (для размещения загружаемых файлов и вложений e-mail требуется соответствующее дополнительное дисковое пространство).
- Оперативная память, не менее 256 MB.

Формально проект является кроссплатформенным и может работать на любой платформе, содержащей:
- Веб-сервер с поддержкой PHP (поддерживаются Apache 2 и IIS).
- PHP версии не ниже 5.3.3 (рекомендуется 5.5).
- СУБД MySQL 5.1+ или MariaDB 5.1+, или PostgreSQL от 9.1.
- SMTP сервер (специально поддерживается Postfix).
- IMAP сервер (POP3 не поддерживается).
- Клиентские рабочие места должны быть оснащены любым веб-браузером, поддерживающим стандартный современный набор возможностей по работе в Интернете (Firefox, Internet Explorer, Opera, Chrome, …)

Поддерживаются (по крайней мере, документацией по установке системы) ОС Windows (98/ME, NT/2000/XP/Vista), Linux, Mac OS X (10.3.4 или более новая). Система выпускается в виде универсального архива, разворачиваемого с помощью архиватора zip или стандартной связки «tar+gz» под любые системы.
Дополнительно поддерживаются пакетные сборки под последние версии дистрибутивов ОС Linux: CentOS, Debian, Fedora, openSUSE, SLES, RHEL, Ubuntu.

## История проекта
Проект eGroupWare возник в результате отделения от phpGroupWare после расхождения во взглядах руководителей и разработчиков. Изначально была поставлена цель создания свободного программного продукта, способного конкурировать с коммерческими продуктами Lotus и Exchange. Историю проекта можно узнать из переведённого интервью Рейнера Янга, руководителя проекта eGroupWare. На начало 2007 года команда разработчиков состоит из 40 человек, многие из них проживают в Германии.

## Отличительные особенности eGroupWare
- Версия Community Edition полностью бесплатна.
- Бесплатные средства синхронизации с PDA, мобильными телефонами и Outlook.
- Корректная поддержка кириллицы UTF-8 (существуют небольшие недостатки в работе модуля синхронизации, которые устраняются российским патчем).

## Недостатки
- WebDAV-сервер некорректно работает с клиентами под Windows (NetDrive, Total Commander c соответствующим плагином)
- SyncML сервер некорректно работает с клиентами под Android (Funambol)